# بيت غرين (مدرب هوكي جليد)
بيت غرين هو مدرب هوكي جليد كندي، ولد في 13 مارس 1868 في مونتريال في كندا، وتوفي في 22 سبتمبر 1934 في أوتاوا في كندا.